# Un'impiccagione
Un'impiccagione (titolo originale A Hanging) è un breve saggio di George Orwell del 1931, apparso per la prima volta sulla rivista "Adelphi" a firma di "Eric Arthur Blair", il vero nome dello scrittore.

## Trama
Il saggio si focalizza sull'esperienza dell'impiccagione. Viene raccontata concisamente un'impiccagione. La vita e le colpe dell'impiccato di cui si parla, un indù, non vengono approfondite, proprio per dare maggior risalto all'esperienza dell'impiccagione in sé. Il saggio parte da questo racconto iniziale per approfondire le sofferenze morali del colonizzatore.

## Contesto
Il saggio parla di una impiccagione, quindi non dell'impiccagione in senso astratto, né di una impiccagione di cui possiamo sapere la storia e le motivazioni: questa scelta, sicuramente non casuale, è leggibile come una critica da parte di Orwell all'imperialismo britannico che in Birmania, durante le guerre anglo-birmane, di impiccagioni ne fece tante. Orwell stesso fece parte della Indian Imperial Police in Burma fino al 1928, e scrisse vari racconti a proposito della Birmania e del colonialismo britannico in cui incluse forti critiche nei confronti del proprio paese.
Il figlio adottivo di Orwell, Richard Blair, ha annoverato questo saggio fra i suoi due scritti preferiti della produzione letteraria di suo padre.